# جيمس هيوز
جيمس هيوز (بالإنجليزية: James Hughes)‏ (1 يناير 1885 في المملكة المتحدة - 1 يناير 1948) هو لاعب كرة قدم بريطاني (وحمل سابقاً جنسية المملكة المتحدة لبريطانيا العظمى وأيرلندا) في مركز الدفاع. لعب مع كريستال بالاس ونادي ليفربول وتشاثام تاون ‏.